# Austin Czarnik
Austin Czarnik (né le 12 décembre 1992 à Washington dans l'État du Michigan aux États-Unis) est un joueur professionnel américain de hockey sur glace. Il évolue au poste de centre.
Son cousin Robert Czarnik est également joueur de hockey professionnel.

## Biographie
Czarnik a joué au niveau universitaire avec les Redhawks de l'Université Miami en Ohio durant quatre saisons et a été nommé à plusieurs reprises sur les équipes d'étoiles au cours de sa carrière universitaire. Sur la scène internationale, il a participé avec la sélection jeune de l'équipe des États-Unis lors du championnat du monde des moins de 18 ans en 2010, qui se conclut par une médaille d'or, et au championnat du monde junior en 2012, où son équipe termine en septième position.
Diplômé de l'université, il signe le 31 mars 2015 un contrat comme agent libre avec les Bruins de Boston et commence sa carrière professionnelle avec son club-école dans la Ligue américaine de hockey, les Bruins de Providence. Il joue la saison 2015-2016 avec l'équipe de Providence et connaît une bonne saison en récoltant 61 points, dont 20 buts et 41 assistances, en 68 parties. Ce résultat lui vaut d'être nommé dans l'équipe d'étoiles des recrues de la LAH. 
La saison suivante, il parvient à intégrer l'effectif des Bruins de Boston et joue son premier match dans la Ligue nationale de hockey le 13 octobre 2016 contre les Blue Jackets de Columbus. Il marque son premier but dans la grande ligue le 26 octobre contre les Rangers de New York.

## Statistiques

### En club
| Saison     | Équipe                         | Ligue      |                   | Saison régulière  | Saison régulière  | Saison régulière  | Saison régulière  | Saison régulière  |                   | Séries éliminatoires | Séries éliminatoires | Séries éliminatoires | Séries éliminatoires | Séries éliminatoires |
| Saison     | Équipe                         | Ligue      | PJ                | B                 | A                 | Pts               | Pun               | PJ                | B                 | A                    | Pts                  | Pun                  |                      |                      |
| 2008-2009  | U.S. National Development Team | NAHL       | 42                | 16                | 18                | 34                | 12                | -                 | -                 | -                    | -                    | -                    |                      |                      |
| 2009-2010  | U.S. National Development Team | USHL       | 26                | 10                | 18                | 28                | 25                | -                 | -                 | -                    | -                    | -                    |                      |                      |
| 2010-2011  | Gamblers de Green Bay          | USHL       | 46                | 20                | 14                | 34                | 33                | 11                | 3                 | 1                    | 4                    | 2                    |                      |                      |
| 2011-2012  | Université Miami               | CCHA       | 40                | 10                | 27                | 37                | 31                | -                 | -                 | -                    | -                    | -                    |                      |                      |
| 2012-2013  | Université Miami               | CCHA       | 42                | 14                | 26                | 40                | 24                | -                 | -                 | -                    | -                    | -                    |                      |                      |
| 2013-2014  | Université Miami               | NCHC       | 37                | 13                | 34                | 47                | 28                | -                 | -                 | -                    | -                    | -                    |                      |                      |
| 2014-2015  | Université Miami               | NCHC       | 40                | 9                 | 36                | 45                | 36                | -                 | -                 | -                    | -                    | -                    |                      |                      |
| 2014-2015  | Bruins de Providence           | LAH        | 3                 | 0                 | 2                 | 2                 | 0                 | -                 | -                 | -                    | -                    | -                    |                      |                      |
| 2015-2016  | Bruins de Providence           | LAH        | 68                | 20                | 41                | 61                | 24                | 3                 | 2                 | 1                    | 3                    | 2                    |                      |                      |
| 2016-2017  | Bruins de Boston               | LNH        | 49                | 5                 | 8                 | 13                | 12                | -                 | -                 | -                    | -                    | -                    |                      |                      |
| 2016-2017  | Bruins de Providence           | LAH        | 22                | 6                 | 17                | 23                | 4                 | 17                | 3                 | 4                    | 7                    | 10                   |                      |                      |
| 2017-2018  | Bruins de Boston               | LNH        | 10                | 0                 | 4                 | 4                 | 0                 | -                 | -                 | -                    | -                    | -                    |                      |                      |
| 2017-2018  | Bruins de Providence           | LAH        | 64                | 25                | 44                | 69                | 24                | 4                 | 2                 | 4                    | 6                    | 0                    |                      |                      |
| 2018-2019  | Flames de Calgary              | LNH        | 54                | 6                 | 12                | 18                | 8                 | 1                 | 0                 | 0                    | 0                    | 0                    |                      |                      |
| 2019-2020  | Heat de Stockton               | LAH        | 32                | 16                | 17                | 33                | 22                | -                 | -                 | -                    | -                    | -                    |                      |                      |
| 2019-2020  | Flames de Calgary              | LNH        | 8                 | 2                 | 1                 | 3                 | 0                 | -                 | -                 | -                    | -                    | -                    |                      |                      |
| 2020-2021  | Islanders de New York          | LNH        | 4                 | 0                 | 0                 | 0                 | 0                 | -                 | -                 | -                    | -                    | -                    |                      |                      |
| 2021-2022  | Islanders de Bridgeport        | LAH        | 38                | 14                | 23                | 37                | 8                 | 6                 | 3                 | 7                    | 10                   | 0                    |                      |                      |
| 2021-2022  | Islanders de New York          | LNH        | 11                | 2                 | 3                 | 5                 | 0                 | -                 | -                 | -                    | -                    | -                    |                      |                      |
| 2021-2022  | Kraken de Seattle              | LNH        | 6                 | 0                 | 2                 | 2                 | 0                 | -                 | -                 | -                    | -                    | -                    |                      |                      |
| 2022-2023  | Red Wings de Détroit           | LNH        | 29                | 3                 | 2                 | 5                 | 8                 | -                 | -                 | -                    | -                    | -                    |                      |                      |
| 2022-2023  | Griffins de Grand Rapids       | LNH        | 43                | 14                | 23                | 37                | 8                 | -                 | -                 | -                    | -                    | -                    |                      |                      |
| 2023-2024  | Red Wings de Détroit           | LNH        | 34                | 0                 | 1                 | 1                 | 12                | -                 | -                 | -                    | -                    | -                    |                      |                      |
| 2023-2024  | Griffins de Grand Rapids       | LAH        | 38                | 10                | 18                | 28                | 12                | 9                 | 4                 | 4                    | 8                    | 6                    |                      |                      |
| 2024-2025  | CP Berne                       | NL         | Saison en cours ? | Saison en cours ? | Saison en cours ? | Saison en cours ? | Saison en cours ? | Saison en cours ? | Saison en cours ? | Saison en cours ?    | Saison en cours ?    | Saison en cours ?    |                      |                      |
| Totaux LNH | Totaux LNH                     | Totaux LNH | 205               | 18                | 33                | 51                | 40                | 1                 | 0                 | 0                    | 0                    | 0                    |                      |                      |

## En équipe nationale
| Année     | Équipe         | Compétition                      |   | PJ | B | A | Pts | Pun               |  | Résultat |
| 2008-2009 | États-Unis U17 | Défi mondial des moins de 17 ans | 5 | 1  | 3 | 4 | 0   | Médaille d'argent |  |          |
| 2010      | États-Unis U18 | Championnat du monde U18         | 7 | 5  | 1 | 6 | 4   | Médaille d'or     |  |          |
| 2010-2011 | États-Unis U19 | Défi mondial junior A            | 4 | 2  | 1 | 3 | 0   | Médaille d'or     |  |          |
| 2012      | États-Unis U20 | Championnat du monde junior      | 6 | 2  | 2 | 4 | 0   | 7e place          |  |          |

## Trophées et honneurs personnels

### USHL
- Participe au match des étoiles de la saison 2010-2011.

### NCAA
- Nommé dans l'équipe d'étoiles des recrues de la CCHA lors de la saison 2011-2012.
- Champion de la saison régulière de la CCHA lors de la saison 2012-2013 avec les Redhawks de Miami.
- Nommé dans la première équipe d'étoiles de la CCHA lors de la saison 2012-2013.
- Nommé dans la première équipe d'étoiles de la région Ouest lors de la saison 2012-2013.
- Nommé joueur de l'année de la CCHA lors de la saison 2012-2013.
- Finaliste du trophée Hobey-Baker remis au meilleur joueur de la NCAA lors de la saison 2012-2013.
- Nommé dans la première équipe d'étoiles de la NCHC lors de la saison 2013-2014.
- Nommé dans la deuxième équipe d'étoiles de la région Ouest lors de la saison 2013-2014 et lors de la saison 2014-2015.
- Champion de la saison régulière de la NCHC lors de la saison 2014-2015 avec les Redhawks de Miami.
- Nommé dans la deuxième équipe d'étoiles de la NCHC lors de la saison 2014-2015.

### LAH
- Nommé dans l'équipe d'étoiles des recrues lors de la saison 2015-2016.
- Joueur recrue ayant inscrit le plus de points lors de la saison 2015-2016 (61).
- Participe au match des étoiles de la saison 2017-2018.
- Nommé dans l'équipe d'étoiles des recrues lors de la saison 2017-2018.

### Équipe nationale
- Médaillé d'Argent lors du Défi mondial des moins de 17 ans de 2008.
- Médaillé d'Or lors du Championnat du monde U18 de 2010.
- Médaillé d'Or lors du Défi mondial junior A de 2010.
- Désigné comme étant un des 3 meilleurs joueurs de sa sélection nationale lors du Championnat du monde junior 2012.